# Distrito de Kiruhura
Kiruhura es uno de los distritos localizados en la región occidental de Uganda.

## Etimología
Al igual que la mayoría de los distritos ugandeses, debe su nombre a su ciudad capital, la ciudad de Kiruhura.

## Historia
Es uno de los distritos que formaron Ankole, uno de los cuatro reinos tradicionales de Uganda. Los otros distritos de ese reino son Bushenyi, Mbarara, Isingiro, Ibanda y Ntungamo.

## Población
Según las cifras del censo realizado en el año 2002 el Distrito de Kiruhura posee un total de 212.087 habitantes.
- Datos: Q1318865
- Multimedia: Kiruhura District / Q1318865